# David Rizzio
David Rizzio, según las fuentes italianas David Riccio di Pancalieri in Piamonte, (Pancalieri, c. 1533 - Edimburgo, 9 de marzo de 1566) fue un cortesano italiano, secretario privado de María Estuardo, reina de Escocia. Enrique Estuardo, el marido de la reina, celoso de los rumores que corrían sobre un supuesto romance entre Rizzio y ella, se unió a una conspiración liderada por Patrick Ruthven y otros nobles protestantes para asesinarlo. María estaba cenando con él y algunas damas de compañía cuando entraron Enrique y varios nobles que la acusaron de adulterio y asesinaron a Rizzio, quien se intentaba esconder detrás de la reina, aunque finalmente recibió 57 puñaladas.

## Biografía
Rizzio, cuyo nombre aparece en textos italianos como David Riccio di Pancalieri in Piemonte, viajó primero desde Turín a la corte del duque de Saboya, y más tarde a Niza. Sin embargo, ya que no hallaba oportunidad de escalar posiciones, en 1561 fue admitido en el séquito del conde de Moretta, quien estaba a punto de enviar una embajada hacia Escocia. El conde en Escocia no tenía trabajo para Rizzio y lo despidió. No obstante, se ganó el favor de los músicos de la reina María I de Escocia, quienes la habían seguido desde Francia. James Melville, amigo de Rizzio, declaró que «la reina tenía tres músicos en su cámara que cantaban tres partes y querían un bajo para cantar la cuarta parte».
Rizzio fue valorado como buen músico y cantante, por lo que llamó la atención de la joven y cosmopolita reina. A finales de 1564, tras haber alcanzado un gran patrimonio gracias al patronazgo real, Rizzio fue nombrado secretario de la reina para sus relaciones con Francia tras la jubilación del antiguo titular. Rizzio era ambicioso y comenzó a controlar el acceso a la reina, considerándose casi como un secretario de estado, provocando rechazo en otros cortesanos que veían demasiada influencia de un católico extranjero en la monarca. Se convirtió en aliado de Lord Darnley y ayudó con sus planes de matrimonio con María. Sin embargo, después de su matrimonio en julio de 1565 comenzaron los rumores de que la reina María había iniciado un romance adúltero con él. Su salario como ayudante de cámara fueron 150 francos o 75 libras escocesas. En 1565 recibió 80 libras en cuatro cuotas pagadas por George Wishart de Drymme. María le entregó como presentes elaboradas telas de su guardarropa, incluyendo terciopelo negro decorado con oro.

## Asesinato

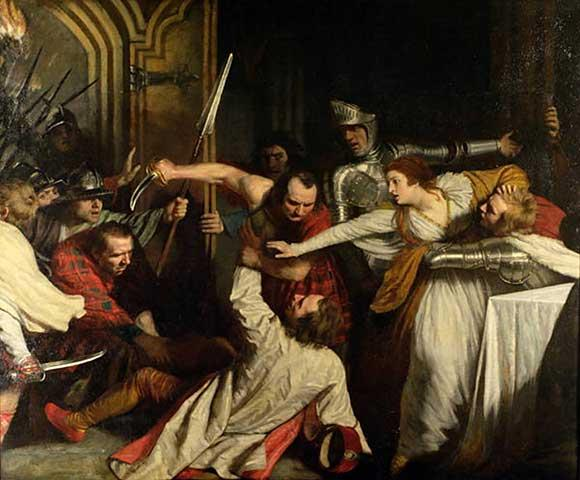
El asesinato de Rizzio. John Opie, 1787.

Este precipitado asesinato fruto de los celos tuvo lugar en presencia de la reina, en su comedor del palacio de Holyrood el sábado 9 de marzo de 1566 a las ocho de la tarde. Los guardias reales fueron dominados y el palacio cayó en control de los rebeldes. María, Rizzio, Lady Jane Stewart condesa de Argyll, Robert Beaton de Criech y Arthur Erskine estaban sentados a la mesa en el comedor, que todavía existe como parte de la alcoba, y entonces era «un gabinete de unos doce pies cuadrados, en el mismo una pequeña cama baja y una mesa», según la descripción del asesinato escrita por Francis, conde de Bedford, y Thomas Randolph. La cámara había sido decorada por el sirviente de la reina Servais de Condé.
La noche del asesinato se encontraban sentados a la mesa María, Rizzio, Lady Jean Stewart,. Robert Beaton de Criech y Arthur Erskine. La reina estaba embarazada de seis meses del futuro Jacobo VI, y algunos acusaron a Rizzio de ser el progenitor. Los rebeldes accedieron a la habitación dirigidos por Lord Ruthven y ordenaron que Rizzio fuera entregado, a lo que la monarca se negó. Rizzio intentó protegerse detrás de María en vano. Según la propia María, uno de los intrusos, Patrick Bellenden, hermano del Lord Justice Clerk, apuntó con su pistola hacia su vientre, mientras que Andrew Kerr de Faldonsyde la amenazó con apuñalarla. Lord Ruthven negó estos hechos. Tras este violento forcejeo, Rizzio fue arrastrado desde la alcoba hasta la cámara de audiencias adyacente y fue apuñalado 57 veces. Se le retiraron las joyas y los finos ropajes al cadáver, que fue arrojado por la escalera principal cercana, actualmente en desuso. La ubicación del asesinato de Rizzio está señalado con una placa en la cámara de las audiencias, debajo de la cual se encuentra una marca roja en la tarima, que supuestamente quedó cuando Rizzio fue apuñalado. El motivo del asesinato fue objeto de abundantes rumores, algunas teorías muestran un ataque de celos de Enrique Estuardo, mientras que otras creen que los nobles lo manipularon para acabar con una presencia molesta en la corte.

### Enterramiento
Siempre se ha mantenido que Rizzio está enterrado en Canongate Kirkyard, en Edimburgo; este hecho hubiera requerido la exhumación de un católico sin amistades vivas y su inhumación en un cementerio protestante 120 años tras su fallecimiento. Por lo tanto, lo más probable es que su tumba se encuentre sin identificar en la abadía de Holyrood. El historiador protestante George Buchanan escribió en 1581 que David fue enterrado en un primer momento en el cementerio de la abadía de Holyrood, aunque más tarde la reina María ordenó que su cadáver fuera trasladado a las tumbas de su padre Jacobo V y Magdalena de Valois, panteones reales. Este hecho hizo que los rumores de su romance aumentaran. 